# 서부긴코가시두더지
서부긴코가시두더지(학명: Zaglossus bruiini)는 가시두더지과 긴코가시두더지속에 속하는 긴코가시두더지속의 모식종으로, 현존하는 4종의 가시두더지 가운데 하나이다. 북서부 뉴기니섬에만 서식하며, 몸길이 45-95cm, 무게 5-16kg이다.

## 외형
알을 낳는 난생 포유류로, 주로 개미나 흰개미를 포식하는 짧은코가시두더지와는 달리 지렁이 종류를 주식으로 한다. 짧은코가시두더지보다 몸집이 커서 몸무게가 최대 16.5kg까지 달한다. 주둥이는 더 길쭉하고 밑으로 구부러져서 삐친 형태이며, 가시갈기는 억센 체모와 구분이 어렵다. 가시두더지뿐 아니라 단공류 가운데서도 최대종으로, 다른 가시두더지 종류들과는 달리 발가락이 3개이다.

## 서식과 분포
뉴기니섬 서부 인도네시아 영토에만 자생하며, 그 중에서도 도베라이반도·봄베라이반도의 해발 고도 약 2,500m 이상에 자리잡은 고원림 지대에 서식한다. 언덕과 관목림이 풍부한 지형을 거처로 선호한다.

## 보존
IUCN에서 절멸위급종으로 등록된 심각한 멸종위기종이며 수렵행위와 서식지 파괴 등으로 수가 줄고 있다. 현지 주민들 사이에서는 별미로 취급되기도 하며, 인도네시아 정부가 상업 목적으로 수렵하는 것을 금하고 있지만 전통 방식의 수렵이 허가되고 있다.